# Przyszywany wujek
Say Uncle (w Polsce prezentowany również jako Przyszywany wujek) – amerykański film fabularny z 2005 roku. Debiut reżyserski aktora Petera Paige'a. Film opowiada o młodym opiekunie do dzieci, imieniem Paul, który jest podejrzewany przez swoich sąsiadów o skłonności pedofilskie.

## Obsada
- Peter Paige jako Paul Johnson
- Kathy Najimy jako Maggie Butler
- Anthony Clark jako Russell Trotter
- Melanie Lynskey jako Susan
- Gabrielle Union jako Elise Carter
- Lisa Edelstein jako Sarah Faber
- Jim Ortlieb jako David Berman